# Pisanica (gmina Ełk)
Pisanica (niem. Birkenwalde, Forsthaus) – osada leśna śródleśna w Polsce położona w województwie warmińsko-mazurskim, w powiecie ełckim, w gminie Ełk.
W latach 1975–1998 miejscowość administracyjnie należała do województwa suwalskiego.